# José Rodrigo Rodriguez
José Rodrigo Rodriguez é um jurista e professor brasileiro, docente da Universidade do Vale do Rio dos Sinos (UNISINOS) e pesquisador do Centro Brasileiro de Análise e Planejamento (CEBRAP).
Recebeu o Prêmio Jabuti (2014) pela obra Como decidem as cortes?, publicada pela FGV Editora.

## Formação e atividade acadêmica
Rodriguez graduou-se em direito pela Universidade de São Paulo (USP) em 1995 e concluiu o mestrado em direito pela mesma instituição em 2001. Em 2006, concluiu doutorado em filosofia pela Universidade Estadual de Campinas (Unicamp).
É pesquisador permanente do Centro Brasileiro de Análise e Planejamento (CEBRAP) desde 2000 e professor da Universidade do Vale do Rio dos Sinos (UNISINOS) desde 2014. Foi pesquisador visitante da Universidade Livre de Berlim em 2010 e professor visitante da Universidade de Frankfurt em 2018.
Foi finalista do 55.º Prêmio Jabuti, em 2013, pelo livro Pensar o Brasil - Problemas Nacionais à Luz do Direito, e no ano seguinte foi vencedor do 56.º Prêmio Jabuti, em primeiro lugar na categoria Direito, pelo livro Como decidem as cortes?: para uma crítica do direito (brasileiro).

## Obras
- Hermenêutica Plural: possibilidades jusfilosóficas em contextos imperfeitos (organizador, junto a Carlos Eduardo de Abreu Boucault). São Paulo: Martins Fontes, 2002.
- Dogmática da Liberdade Sindical. Direito, Política, Globalização. Rio de Janeiro: Renovar, 2003.
- Fuga do Direito. Um estudo sobre o direito contemporâneo a partir de Franz Neumann. São Paulo: Saraiva, 2009.
- O Novo Direito e Desenvolvimento: Presente, Passado, Futuro. Textos selecionados de David M. Trubek (organizador). São Paulo: Saraiva, 2009.
- Nas Fronteiras do Formalismo. A Função Social da Dogmática Jurídica Hoje (organizador, junto a Carlos Eduardo Batalha da Silva e Costa e Samuel Rodrigues Barbosa). São Paulo: Saraiva, 2010.
- Fragmentos para um dicionário crítico de direito e desenvolvimento. São Paulo: Saraiva, 2011.
- A justificação do formalismo. São Paulo: Saraiva, 2011.
- Dogmática é conflito : uma visão crítica da racionalidade jurídica (organizador, junto a Flavia Portella Püschel e Marta Rodriguez de Assis Machado). São Paulo: Saraiva, 2012.
- Pensar o Brasil - Problemas Nacionais À Luz do Direito. São Paulo: Saraiva, 2012.
- Como decidem as cortes? Para uma crítica do direito (brasileiro). Rio de Janeiro: FGV, 2013.
- Manual de Sociologia Jurídica (organizador, junto a Felipe Gonçalves Silva). São Paulo: Saraiva, 2013.
- À esquerda do Direito. São Paulo: Alameda, 2015.
- Direito das Lutas: Democracia, Diversidade, Multinormatividade. São Paulo: LiberArs, 2019.